# Nishitanabe (métro d'Osaka)
Nishitanabe (西田辺駅, Nishitanabe-eki) est une station du métro d'Osaka sur la ligne Midōsuji dans l'arrondissement d'Abeno à Osaka.

## Situation sur le réseau
La station Nishitanabe est située au point kilométrique (PK) 17,0 de la ligne Midōsuji.

## Histoire
La station a été inaugurée le 5 octobre 1952.

## Services aux voyageurs

### Accès et accueil
La station est ouverte tous les jours.

### Desserte
- Ligne Midōsuji :
  - voie 1 : direction Nakamozu
  - voie 2 : direction Esaka (interconnexion avec la ligne Kitakyu Namboku pour Minoh-kayano)